# جوينيث جلين
جوينيث جلين (بالإنجليزية: Gwyneth Glyn)‏ هي كاتبة غنائية وكاتِبة ومغنية وشاعرة بريطانية، ولدت في 14 ديسمبر 1979 في بانغور في المملكة المتحدة.

## وصلات خارجية
- الموقع الرسمي
- جوينيث جلين على موقع ميوزك برينز (الإنجليزية)
- جوينيث جلين على موقع ديسكوغز (الإنجليزية)